# Karl Adamek (Musiker)
Karl Adamek (* 27. August 1952 in Kleve) ist ein deutscher Musiksoziologe und Mitgründer des Internationalen Netzwerkes zur Förderung der Alltagskultur des Singens e. V. Il canto del mondo.

## Leben
Adamek studierte Soziologie, Psychologie und Pädagogik an der Westfälischen Wilhelms-Universität in Münster und promovierte 1982 bei Ernst Klusen zur Soziologie des Singens. In den 1970er Jahren befasste Adamek sich vornehmlich mit der Erforschung der Kultur des Arbeiterliedes. In diesem Zusammenhang brachte er 1981 das LiederBilderLeseBuch – Lieder der Arbeiterbewegung bei der Büchergilde Gutenberg heraus, das neben Notenmaterial zahlreicher Arbeiterlieder aus der Zeit von 1830 bis zur Gegenwart historisch relevante Hintergrundinformationen zur Liedentstehung liefert.
1988 gründete Adamek im Rahmen seiner Tätigkeit bei der Kultur Kooperative Ruhr in Dortmund das internationale Musik- und Chorprojekt Windrose-Rüzgargülü Lieder aus allen Himmelsrichtungen, das sich zum Ziel setzte, durch gemeinsames Singen einander näher zu kommen und Verständnis für die jeweilige Kultur des anderen zu wecken. Windrose-Chöre sangen auf unterschiedlichsten Bürgerbegegnungsveranstaltungen im Ruhrgebiet und traten für die Idee der multikulturellen Gesellschaft ein.
Nach seinem Weggang widmete sich Adamek weiterhin der Erforschung der seelischen Bedeutung des Singens und veröffentlichte mehrere Bücher hierzu. Als freiberuflicher Autor und Musiktherapeut entwickelte er das SINTALA-Konzept des heilsamen Singens und profilierte sich im Bereich der Singforschung und Singtherapie. Unter dem Titel canto elementar gründete Adamek ein bundesweit wirkendes generationsübergreifendes Singprojekt. Senioren engagieren sich im Rahmen des Projektes ehrenamtlich, indem sie mit Kindergartenkindern singen und ihnen vergessenes Liedgut nahebringen.

## Projektarbeit
Kernaussage der Projektarbeit Karl Adameks ist, dass freiwilliges, ungezwungenes, nicht leistungsorientiertes Singen die psychische Entwicklung des Kindes und insbesondere die Entwicklung sozialer Kompetenzen wie Gemeinschaftssinn und Solidarität fördert. Adameks wissenschaftliche Arbeiten gelten als erste empirische Belege dafür, dass der Verlust der Fähigkeit des natürlichen Singens, die nach seiner Auffassung in den Nachkriegsgenerationen immer mehr verloren gegangen ist, für das seelische Gleichgewicht und die Entwicklung von Kindern nicht folgenlos bleibt.
Gemeinsam mit der Musiktherapeutin Carina Eckes und der Diplom-Sozialarbeiterin Heike Kersting bringt Adamek interessierten Musikern, aber vor allem Laien in regelmäßig stattfindenden Kursen die Idee des Singens als Selbstheilungsmethode durch das von ihnen entwickelte Meridiansingen nahe. Mit der im Januar 2008 gegründeten Treuhand-Stiftung Deutsche Stiftung Singen will Adamek Singprojekte unterschiedlicher Organisationen fördern und dazu beitragen, das einfache Singen der Menschen ohne künstlerischen Anspruch wieder im Alltag zu verankern.
Adamek gründete als Teil des Vereins Il-Canto-del-Mondo das Programm Canto Elementar, das sich dafür einsetzt, dass die Kinder in Kindergärten und Schulen verstärkt zum Singen und Musizieren angeregt werden. Hierfür gibt es zahlreiche prominente Unterstützer. Canto Elementar erhielt 2012 den mit 50.000 Euro dotierten Nationalpreis.
2017 wurde er mit dem Bundesverdienstkreuz am Bande geehrt.

## Veröffentlichungen (Auswahl)
- Singen als Lebenshilfe. Zu Empirie und Theorie von Alltagsbewältigung. Plädoyer für eine „erneuerte Kultur des Singens“. Waxmann, Münster u. a. 1996, ISBN 3-89325-392-0.
- Die Stimme. Quelle der Selbstheilung. Bauer, Freiburg (Breisgau) 1993, ISBN 3-7626-8614-9.
- Was bietet die Kunst der Arbeiterbewegung für das schulische politische Lernen? In: Wilhelm Heitmeyer, Arno Klönne (Hrsg.): Schüler, Gewerkschaften, Gegenreform. Analysen und Anregungen für die schulische und gewerkschaftliche Arbeit. VSA-Verlag, Hamburg 1983, ISBN 3-87975-255-9, S. 256 ff.
- als Herausgeber: Lieder der Arbeiterbewegung. LiederBilderLeseBuch & Gitarrenschule von Kalle Pohl. Büchergilde Gutenberg, Frankfurt am Main 1981, ISBN 3-7632-2563-3.
  - Lizenzausgabe unter dem Titel: Lieder-Bilder-Lese-Buch (= EP. 49). Elefanten Press, Berlin (West) 1981, ISBN 3-88520-049-X.